# Cortinarius semisanguineus
Cortinarius semisanguineus (Fr.) Gillet, è un fungo basidiomicete considerato velenoso che ha le stesse caratteristiche del Cortinarius orellanus, e se consumato provoca effetti mortali anche dopo diverso tempo dalla sua ingestione.

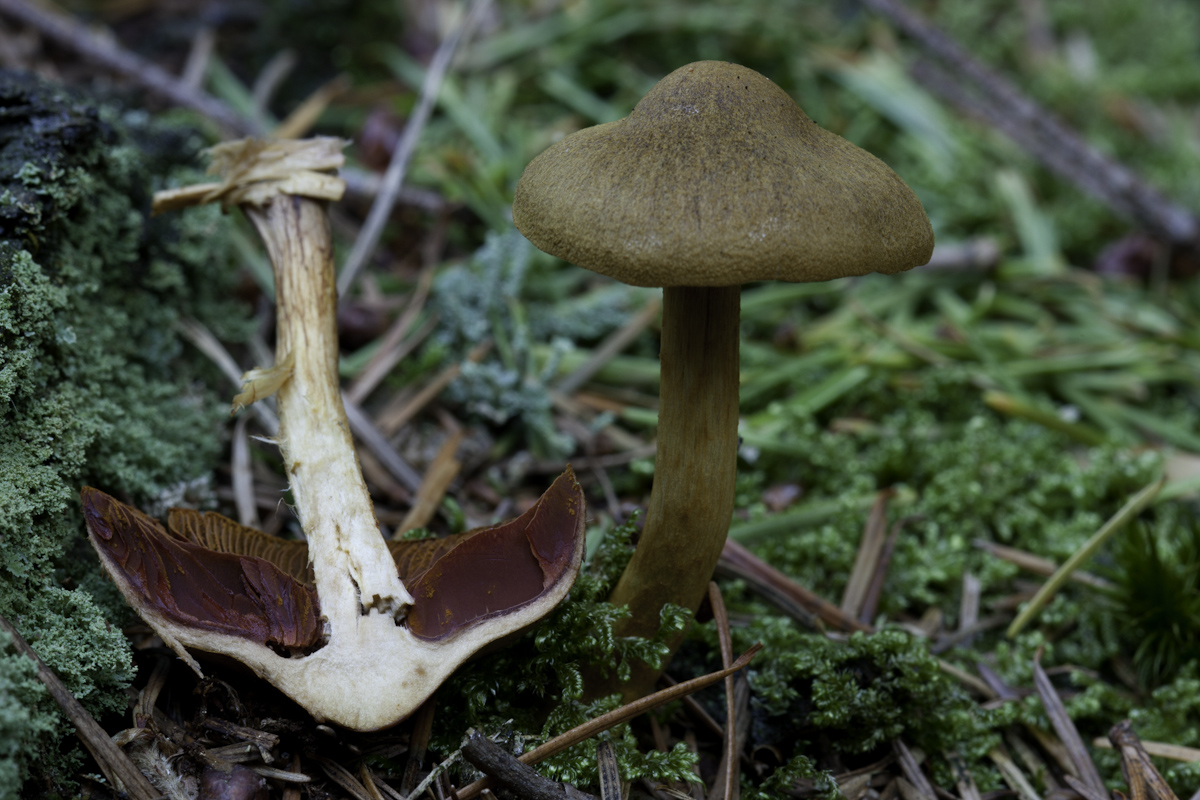
Cortinarius semisanguineus

## Descrizione della specie
Cappello 
2–6 cm, convesso, poi espanso e umbonato, dal colore bruno o marrone seppia, ricoperto presso il margine di fibre che si frammentano in piccole scaglie.
 Lamelle 
Fitte, adnate, abbastanza spesse e larghe, di colore rosso sanguigno prima, rosso cannella poi.
 Gambo 
2-10 x 0,5–1 cm, da ocra a giallo cromo, più chiaro all'apice, cilindrico, esile, rossastro verso la parte bassa.
 Spore 
Di colore bruno ruggine, ellittiche, finemente verrucose, 7-8,5 x 5,5-6 µm.
 Carne 
Color ocra.
- Odore: rafanoide (strofinare o sezionare il carpoforo e le lamelle).
- Sapore: amarognolo.

## Habitat
Fungo micorrizico, predilige terreni acidi, fruttifica gregario in estate ed autunno nei boschi misti di conifere e betulle.

## Commestibilità
Mortale!
Fungo molto pericoloso: i più inesperti potrebbero confonderlo con specie innocue.

Contiene l'Orellanina, tossina letale presente anche in altre specie congeneri (es. C. speciosissimus e C. orellanus).

## Etimologia
- Genere: dal latino cortinarius = attinente alle cortine, per i caratteristici residui del velo parziale.
- Specie: dal latino semi = la metà e sanguineus = color sangue, per il colore rosso solo sulle lamelle.

## Sinonimi e binomi obsoleti
- Agaricus cinnamomeus a semisanguineus Fr., Systema mycologicum (Lundae) 1: 229 (1821)
- Cortinarius cinnamomeus ß semisanguineus (Fr.) Sacc., Sylloge fungorum (Abellini) 5: 942 (1887)
- Dermocybe semisanguinea (Fr.) M.M. Moser, Schweiz. Z. Pilzk. 52(9): 129 (1974)